# 小行星2366
小行星2366（2366 Aaryn）是一颗绕太阳运转的小行星，为主小行星带小行星。该小行星于1981年1月10日发现。
該小行星以發現者諾曼·G·托馬斯的孫子亞倫·G·巴爾圖提斯（Aaryn G. Baltutis）命名。

## 轨道参数
小行星2366的轨道半长轴为2.2405928 UA，离心率为0.1278917。